# Объект 770
Объект 770 — советский опытный тяжёлый танк, разработанный на базе новых агрегатов в 1957 году в ГСКБ-2 Челябинского Тракторного Завода под руководством П. П. Исакова.
В отличие от «Объекта 277» этот танк создавался на базе новых агрегатов и имел ряд оригинальных конструктивных решений.
Корпус танка — литой, с дифференцированной по высоте и длине толщиной брони. Наклонная часть бортов выполнена не в одной плоскости, а под разными углами: от 64° до 70° к вертикали и с переменной толщиной от 65 до 84 мм. Толщина лобовой брони корпуса достигала 120 мм. Для повышения бронестойкости кромок по всему периметру корпуса был выполнен бурт.
Башня — литая, также с переменной толщиной и углами наклона стенок. Лобовая броня башни имела толщину 290 мм. Стык башни с корпусом был защищён.
Вооружение состояло из 130-мм пушки М-65 и спаренного с ней пулемёта КПВТ. Спаренная установка имела двухплоскостной стабилизатор «Гроза», автоматизированную систему наведения, прицел-дальномер ТПД-2С, дневные и ночные приборы прицеливания и наблюдения и механизм заряжания. Боекомплект — 26 артвыстрелов и 250 патронов к пулемёту.
Двигатель — 10-цилиндровый, четырёхтактный, двухрядный U-образный дизель ДТН-10 с вертикальным расположением цилиндров, наддувом от компрессора и водяным охлаждением был установлен в кормовой части танка перпендикулярно продольной оси. Мощность двигателя составляла 1000 л.с. при 2500 об/мин.
Моторная установка Объекта 770 была разработана на базе дизельного двигателя В-2 под руководством В. Д. Чудакова.
Трансмиссия — гидромеханическая, с комплексным гидротрансформатором и планетарной коробкой передач. Гидротрансформатор с двумя направляющими аппаратами был включён в силовую схему трансмиссии параллельно. Трансмиссия обеспечивала одну механическую и две гидромеханические передачи переднего хода и механическую передачу заднего хода.
В ходовой части было шесть опорных катков большого диаметра с внутренней амортизацией на борт. Гусеницы имели закреплённые пальцы. Ведущие колёса со съёмными зубчатыми венцами располагались сзади. Механизм натяжения гусениц — гидравлический. Подвеска индивидуальная, гидропневматическая.
Экипаж состоял из 4 человек. Механик-водитель осуществлял управление танком с помощью рукоятки мотоциклетного типа.
Для внешней связи устанавливалась радиостанция Р-113, а для внутренней — танковое переговорное устройство Р-120
Танк был оборудован системой защиты от оружия массового поражения, автоматической противопожарной системой, термодымовой аппаратурой, ночными приборами и гирополукомпасом.
Объект 770 был выполнен на высоком техническом уровне. Литые башня и корпус с ярко выраженным дифференцированным бронированием обеспечивали повышенную снарядостойкость. Танк имел хорошие маневренные качества и был лёгок в управлении. По мнению специалистов полигона, где проходили испытания все три опытных тяжёлых танка, «Объект 770» представлялся им наиболее перспективным.
Опытный образец этой машины хранится в Музее бронетанкового вооружения и техники в Кубинке.